# Földes, Hajdú-Bihar
Földes  este un sat în districtul Püspökladány, județul Hajdú-Bihar, Ungaria, având o populație de 4.217 locuitori (2011). 

## Demografie
Componența etnică a satului Földes
     Maghiari (97,47%)
     Romi (1,21%)
     Necunoscut (0,62%)
     Alții (0,7%)
Componența confesională a satului Földes
     Reformați (46,62%)
     Fără religie (26,23%)
     Romano-catolici (1,92%)
     Necunoscută (24,73%)
     Alte religii (1,83%)
Conform recensământului din 2011, satul Földes avea 4.217 locuitori. Din punct de vedere etnic, majoritatea locuitorilor (97,47%) erau maghiari, cu o minoritate de romi (1,21%). Apartenența etnică nu este cunoscută în cazul a 0,62% din locuitori. Nu există o religie majoritară, locuitorii fiind reformați (46,62%), persoane fără religie (26,23%) și romano-catolici (1,92%). Pentru 24,73% din locuitori nu este cunoscută apartenența confesională.